# 明快
明快（みょうかい、永延元年（987年） - 延久2年3月18日（1070年5月1日））は、平安時代中期の天台宗の僧侶。通称は梨本僧正。藤原魚名の子孫で、父は文章生の藤原俊家とも藤原俊宗ともされる。天台座主や大僧正に任じられた。

## 生涯
幼くして延暦寺に入り、明豪・皇慶・慶命らに顕教・密教を学ぶ。後に東塔の円融房（梶井殿）に住んだことから、「梨本僧正」と呼ばれた。長暦元年（1037年）、後朱雀天皇の護持僧として権律師に任じられ、長久4年（1043年）に権少僧都に進み、永承4年（1049年）に四天王寺別当、永承5年（1050年）に権大僧都、永承7年（1052年）に法性寺座主となる。天喜元年（1053年）には第32代の天台座主となり、法成寺別当と恵心院検校を兼ねた。天喜2年（1054年）には大僧都に進み、法印とされた。天喜3年（1055年）には僧正に任じられ、康平3年（1060年）に大僧正となった。治暦元年（1065年）に大僧正を辞する。
後朱雀・後冷泉の2代の天皇や上東門院に仕え、藤原頼通の正室である源隆姫の戒師を務めるなど、皇室や摂関家からの信頼が厚かった。弟子に覚尋・良真・仁覚・仁豪らがいる。